# Batalha de Fehrbellin
A batalha de Fehrbellin foi disputada no dia 28 de junho de 1675, entre a Suécia e o Brandemburgo (futuro reino da Prússia), durante a chamada Guerra Franco-Holandesa. A batalha teve várias peculiaridades, como a ausência de infantes do lado prussiano. Os suecos, após se verem obrigados a desistir da invasão do Brandemburgo,  estavam em retirada para o norte. Na vila de Fehrbellin foram forçados a aceitar batalha, até conseguirem reparar a ponte que lhes permitiria prosseguir a marcha para o norte. Embora os suecos tenham sofrido poucas baixas, a derrota dos invasores teve grande efeito simbólico, mostrando o quanto o exército do eleitorado do Brandemburgo havia evoluído desde a Guerra dos Trinta Anos.